# Яшагкарна
Яшагкарна (д/н — 1123) — магараджахіраджа держави Чеді-Дагали у 1073—1123 роках. Не міг протидіяти зовнішнім ворогам та кризовим явищам в державі, внаслідок чого вона почалася розпадатися.

## Життєпис
Походив з династії Калачура. Син Лакшмікарни і Авалладеві. 1072/1073 року за різними відомостями після смерті або зречення батька отримав владу в державі. Невдовзі здійснив спільно з Наньядевою Карнатом напад на володіння Віджаядітьї VII зі Східних Чалук'їв. Перебіг та результат кампанії невідомий. Можливо в подальшому намагався допомогти тому перед загрозою вторгнення Кулотунги Чола I.
Разом з тим у 1075/1076 році здобуттю незалежності від Чеді-Дагали Кірті-вармана, магараджахіраджи Чандела. Наприкінці 1080-х років зазнав поразки від Лакшмадеви Парамари, магараджи Малави, а потім від Чандрадеви з клану Гаґавадалів. Є також свідчення про похід до регіону Чампаран, де воював з Наньядевою з династії Карнат без особливого успіху.
Напочатку 1100-х років зазнав поразок від газневідського султана Масуда III, а потім — Салакшанавармана, магараджахіраджи Чандела, втративши Каннаудж. У 1110-х роках невдало воював з Говіндачандрою з клану Гаґавадалів, який захопив Варанасі і Праяградж з навколишніми землями. На кінець панування територія, яку Яшагкарна успадкував помітно зменшилася.
Помер 1123 року. Йому спадкував син Гаякарна.